# 海利根斯泰因山

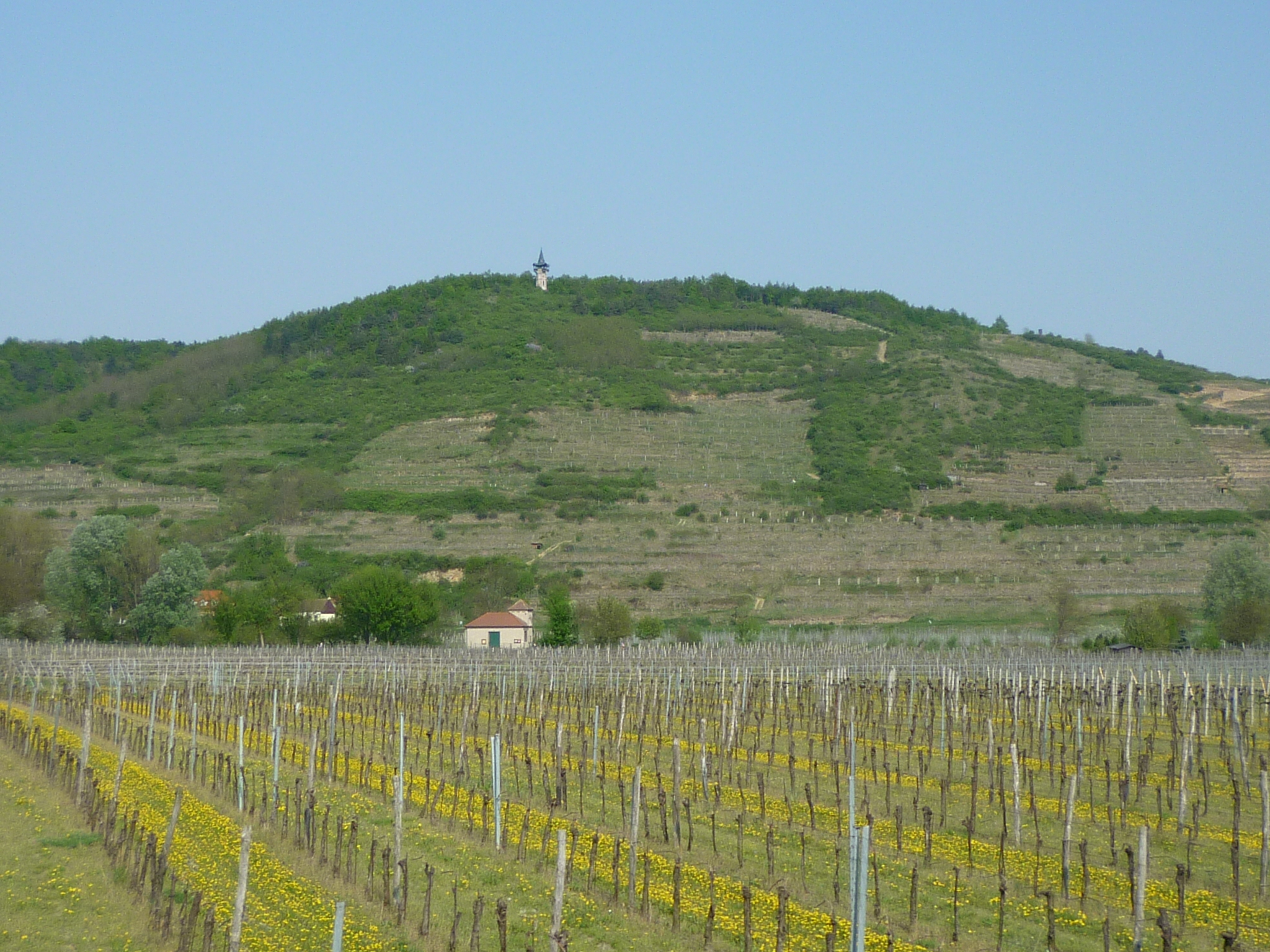

48°29′22″N 15°43′20″E / 48.489421°N 15.722122°E
海利根斯泰因山（德語：Heiligenstein），是奧地利的山峰，位於該國東北部，由下奧地利州負責管轄，屬於波希米亞山的一部分，處於坎普河附近，海拔高度360米。